# Klaviersonate Nr. 3 (Beethoven)
Die Klaviersonate Nr. 3 C-Dur op. 2 Nr. 3 wurde 1795 vollendet. Beethoven widmete genauso wie Nr. 1 und 2 auch diese Sonate seinem Lehrer Joseph Haydn, den er sehr verehrte. Folglich wählte er auch für diese Sonate die dem Haydnschen Modell entsprechende viersätzige Form.
Im Unterschied zu Nr. 1 und Nr. 2, die kammermusikalische und pianistisch virtuose Züge haben, gewinnt op. 2 Nr. 3 darüber hinaus orchestralen Charakter. Mauser sieht hier Passagen (1. Satz: ab Takt 13, Takt 91 bis 138), die durchaus einem Klavierkonzert entstammen könnten. Auch entspreche der „symphonisch weit gespannte Bogen“ des langsamen Satzes diesem konzertanten Anspruch.

## Aufbau
- Erster Satz: Allegro con brio, C-Dur, 4/4 Takt, 257 Takte
- Zweiter Satz: Adagio, E-Dur, 2/4 Takt, 82 Takte
- Dritter Satz: Scherzo, Allegro, C-Dur, 3/4 Takt, 128 Takte
- Vierter Satz: Allegro assai, C-Dur, 6/8 Takt, 312 Takte

## 1. Satz – Allegro con brio
Der längste der vier Sätze. Der ausgeschriebene Triller mit der Basis der Terz (C-E) und anschließendem Abklang mit drei Umkehrungen bildet das 1. Thema, das auch in den drei übrigen Sätzen immer wieder aufgegriffen wird.

„Man kann die ersten beiden Takte des 1. Satzes als Quelle des Ganzen sehen. Die zwei Takte des Hauptthemas sind eine kleine elektrische Batterie, die das Werk mit Strom versorgt.“

Nach dem kurzen Hauptthema folgt eine wahre Explosion, die in Takt 13 mit einem „Subito Fortissimo“ startet. Die Überleitung endet abrupt im Fortissimo. Beethoven arbeitet hierbei mit unerwarteten Wechseln in der Dynamik. Der Hauptsatz umfasst 26 Takte.
Zwei Viertelpausen leiten den Seitensatz ein. Auf einige ausdrucksvolle Takte folgt eine überraschende Wende, die das 2. Thema einleitet. Das 2. Thema gibt einige orchestrale Züge zu erkennen. Es steht in der Dominante G-Dur und strebt rasch zum Schluss der Exposition. Nach der Verarbeitung der zuvor vorgestellten Motive endet die insgesamt 90 Takte umfassende Exposition mit Oktavenfiguren.
Die Durchführung startet nach kurzem Vorspiel mit einem im Fortissimo stehenden Sechzehntellauf, der in Takt 109 auf die Wiederholung des Hauptthemas in D-Dur führt. Eine lange Modulation nach C-Dur führt zur Reprise, die daraufhin in Takt 139 beginnt.
Die anschließende Coda ist zweigeteilt. Den ersten Teil markiert in den Takten 249 – 251 eine Kadenz, die zur Grundtonart C-Dur strebt. Als zweiter Teil fungiert ab Takt 252 die aus dem Expositionsschluss bekannte Oktavenfigur.

## 2. Satz – Adagio
Die Haupttonart des 2. Satzes ist E-Dur. Das Thema ist eine Vereinfachung des Hauptthemas aus dem 1. Satz. Es handelt sich um eine fallende Sequenz.
Die ersten sechs Takte stellen sechs musikalische Fragen dar, die durch die folgenden vier Takte beantwortet werden. Diese zehn Takte bilden den ersten Teil des 2. Satzes.
Der 2. Teil bildet den Kontrastteil und bleibt rein formal immer gleich. Ein Basston löst die fließende Begleitung der nun auftretenden Motive aus. Dieser Teil ist durch Ruhe und Fluss gekennzeichnet und mit der Begleitung eines Liedes vergleichbar.
Nach dem Kontrastteil setzt wieder das Grundthema des 2. Satzes ein und scheint erneut denselben Verlauf zu nehmen, also sechs Fragen mit Antworten und gleichem Ende. Nach dem Ende folgt allerdings zweimal das Grundmotiv im Fortissimo. Diese zwei weiteren Fragen werden nicht beantwortet. Es handelt sich nun um eine steigende Sequenz.
Nach der Wiederholung des Kontrastteils ertönt wieder das Grundthema. Es folgt eine sechstaktige Coda, die den 2. Satz im Pianissimo beendet.

## 3. Satz – Scherzo (Allegro)
Im Unterschied zum Scherzo der Vorgängersonate, das nur dem Charakter nach ein Scherzo ist, sich aber ansonsten noch innerhalb des gemäßigten Menuett-Tempos bewegt, wird hier der dritte Satz nicht nur als Scherzo bezeichnet, sondern auch im Tempo beschleunigt, so dass nun der Übergang vom traditionellen Menuett zum „modernen“ Beethovenschen Scherzo endgültig vollzogen wird.
Der erste Teil steht in C-Dur und wird von einem heiter verspielten Thema bestimmt, das variantenreich kontrapunktisch-imitatorisch verarbeitet wird. Beginnend in Takt 65, steht ein düsteres Trio in a-Moll, das über oktavierten Bässen triolische Arpeggien türmt, in scharfem Kontrast dazu. Nach der Wiederholung des Hauptteils schließt sich eine Coda an, die zunächst an die markanten Schlussakzente des Hauptteils anknüpft, dann aber das Anfangsmotiv verfremdet in der Bassregion verklingen lässt.

## 4. Satz – Allegro assai
Der 4. Satz ist ein Mischtypus von Rondo- und Sonatenform. Der Hauptsatz der Exposition ist in drei Teile gegliedert (A B A). Den Beginn setzt die Sextakkordleiter. Danach folgt der Sechzehntellauf (B, ab Takt 8) in der rechten Hand, der zur Sextakkordleiter (A, ab Takt 19) zurückführt. Nach einer kurzen Überleitung folgt der gesangvolle Seitensatz der Exposition ab Takt 30 im piano. Nach einer virtuosen Überleitung folgt in Takt 69 abermals das Hauptthema, das dieses Mal einen anderen Verlauf nimmt. Nach den beiden Sextakkordleitern folgt nicht, wie zu vermuten wäre, der Sechzehntellauf, sondern es wird das Motiv der Sextakkordleiter in der linken Hand in Oktaven aufgegriffen (Takt 77). Diese Wende ist gleichzeitig die Überleitung zur Durchführung. Die Durchführung beginnt mit dem wahrscheinlich schwierigsten Teil der gesamten Sonate, der zu einem choralartigen Teil führt. Dieses Choralmotiv wird im Laufe der Durchführung immer wieder auftreten. Die Durchführung ist ein Gemisch aus dem Choralmotiv einerseits (Takte 103–118, 127–134, 143–166) und einem synkopierten, fast jazzig klingenden Teil andererseits. Nach der Durchführung folgt die gewohnte Reprise. Sie hat den gleichen Verlauf wie die Exposition. Nach einer neuerlichen Sextakkordleiter beginnt die glänzende Coda, die mit einer virtuosen Quartenmodulation und Doppeltrillern das frühe „Konzert ohne Orchester“ beschließt.

## Ausgaben
- Beethoven Klaviersonaten, Band 1. Wiener Urtext Ausgabe; Universal Edition.